# Vương quốc Galicia

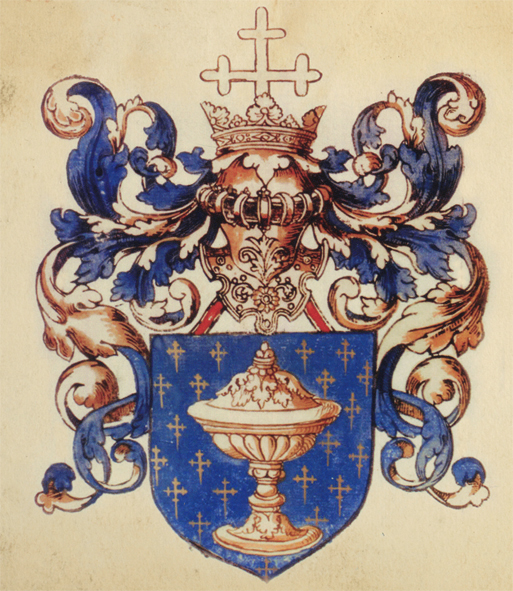
Quốc huy của Vương quốc Galicia, minh họa trong L'armorial Le Blancq, Thư viện Quốc gia Pháp, 1560

Vương quốc Galicia (tiếng Galicia: Reino de Galicia, hoặc Galiza; tiếng Tây Ban Nha: Reino de Galicia; tiếng Bồ Đào Nha: Reino da Galiza; tiếng La Tinh: Galliciense Regnum) là một thực thể chính trị nằm ở Tây Nam châu Âu, ở thời kỳ đỉnh cao, lãnh thổ của nó chiếm toàn bộ phía Tây Bắc của Bán đảo Iberia. Đây là vương quốc được thành lập bởi vua Hermeric của Người Suebi vào năm 409, với thủ đô được thành lập ở Braga. Đây là vương quốc đầu tiên chính thức chấp nhận Công giáo. Năm 449, vương quốc này đúc đồng tiền riêng của mình. Năm 585, Galicia trở thành một phần của Vương quốc Visigoth. Vào thế kỷ thứ VIII, Galicia trở thành một phần của Vương quốc Asturias theo đạo Cơ đốc mới thành lập, sau này trở thành Vương quốc León, đôi khi giành được độc lập dưới quyền của các vị vua của chính mình. Compostela trở thành thủ đô của Galicia vào thế kỷ XI, trong khi nền độc lập của Bồ Đào Nha (1128) đã xác định ranh giới phía Nam của nó. Việc Vua của Castilian là Ferdinand III gia nhập vương quốc Leon vào năm 1230 đã đưa Galicia nằm dưới sự kiểm soát của Vương quyền Castile.
Galicia chống lại sự kiểm soát của trung ương và ủng hộ một loạt các nhà cai trị thay thế, bao gồm John xứ León, Galicia và Seville (1296), Fernando I của Bồ Đào Nha (1369) và John xứ Gaunt (1386) và không bị buộc phải phục tùng một cách kiên quyết cho đến khi các Quân chủ Công giáo áp đặt Santa Hermandad ở Galicia. Vương quốc Galicia sau đó được quản lý trong Vương quyền Castile (1490–1715) và sau đó là Vương quốc Tây Ban Nha (1715–1833) bởi Real Audiencia do một Thống đốc chỉ đạo, đồng thời giữ chức vụ Đại tướng và Chủ tịch. Cơ quan đại diện của Vương quốc khi đó là Junta hay Cortes của Vương quốc Galicia, quốc gia này nhanh chóng tuyên bố mình có chủ quyền khi Hoàng đế Napoleon I của Đệ Nhất Đế chế Pháp xâm chiếm Bán đảo Iberia (1808–1809), chỉ riêng duy nhất Galicia vẫn không bị chiếm đóng. Vương quốc và Junta của nó đã bị giải thể bởi Maria Cristina của Bourbon-Hai Sicilie, Nhiếp chính Tây Ban Nha, vào năm 1834.